# Puchar Świata Kobiet w Kolarstwie Szosowym 2015
Puchar Świata Kobiet w Kolarstwie Szosowym 2015 – 18. edycja Pucharu Świata. Organizowany przez UCI, obejmował dziesięć wyścigów, z czego osiem zaplanowano w Europie, a po jednym w Azji oraz Ameryce Północnej. Pierwsze zawody odbyły się 14 marca w holenderskim Hoogeveen, a ostatnie zawody miały miejsce 29 sierpnia we francuskim Plouay. W porównaniu z poprzednim sezonem do kalendarza tegorocznego Pucharu Świata dodano rozgrywany w Stanach Zjednoczonych wyścig – Philadelphia Cycling Classic.
Trofeum sprzed roku obroniła Brytyjka Elizabeth Armitstead.

## Wyniki
| Data        | Wyścig                            | Zwyciężczyni         | Druga                  | Trzecia              |
| ----------- | --------------------------------- | -------------------- | ---------------------- | -------------------- |
| 14 marca    | Ronde van Drenthe                 | Jolien D’Hoore       | Amy Pieters            | Ellen van Dijk       |
| 29 marca    | Trofeo Alfredo Binda              | Elizabeth Armitstead | Pauline Ferrand-Prévot | Anna van der Breggen |
| 5 kwietnia  | Ronde van Vlaanderen voor Vrouwen | Elisa Longo Borghini | Jolien D’Hoore         | Anna van der Breggen |
| 22 kwietnia | La Flèche Wallonne Féminine       | Anna van der Breggen | Annemiek van Vleuten   | Megan Guarnier       |
| 17 maja     | Tour of Chongming Island          | Giorgia Bronzini     | Kirsten Wild           | Fanny Riberot        |
| 7 czerwca   | Philadelphia Cycling Classic      | Elizabeth Armitstead | Elisa Longo Borghini   | Alena Amialiusik     |
| 2 sierpnia  | Sparkassen Giro                   | Barbara Guarischi    | Lucinda Brand          | Emilie Moberg        |
| 21 sierpnia | Open de Suède Vårgårda (TTT)      | Rabo-Liv             | Velocio-SRAM           | Boels-Dolmans        |
| 23 sierpnia | Open de Suède Vårgårda            | Jolien D’Hoore       | Giorgia Bronzini       | Tiffany Cromwell     |
| 29 sierpnia | Grand Prix de Plouay              | Elizabeth Armitstead | Anna van der Breggen   | Jolien D’Hoore       |

## Klasyfikacje

### Indywidualna
| Lp. | Zawodniczka            | Drużyna                     | Punkty |
| --- | ---------------------- | --------------------------- | ------ |
| 1.  | Elizabeth Armitstead   | Boels Dolmans Cycling Team  | 484    |
| 2.  | Anna van der Breggen   | Rabo Liv Women Cycling Team | 435    |
| 3.  | Jolien D’Hoore         | Wiggle-Honda                | 391    |
| 4.  | Elisa Longo Borghini   | Wiggle-Honda                | 350    |
| 5.  | Lucinda Brand          | Rabo Liv Women Cycling Team | 315    |
| 6.  | Pauline Ferrand-Prévot | Rabo Liv Women Cycling Team | 260    |
| 7.  | Alena Amialiusik       | Velocio-SRAM Pro Cycling    | 255    |
| 8.  | Giorgia Bronzini       | Wiggle-Honda                | 232    |
| 9.  | Ashleigh Moolman       | Bigla Pro Cycling Team      | 230    |
| 10. | Annemiek van Vleuten   | Bigla Pro Cycling Team      | 226    |

### Drużynowa
| Lp. | Drużyna                     | Punkty |
| --- | --------------------------- | ------ |
| 1.  | Rabo Liv Women Cycling Team | 1204   |
| 2.  | Wiggle-Honda                | 1071   |
| 3.  | Boels Dolmans Cycling Team  | 1057   |
| 4.  | Bigla Pro Cycling Team      | 856    |
| 5.  | Velocio-SRAM Pro Cycling    | 747    |
| 6.  | Orica-AIS                   | 343    |
| 7.  | Team Liv–Plantur            | 296    |
| 8.  | Hitec Products              | 278    |
| 9.  | Lotto Soudal Ladies         | 262    |
| 10. | Alé Cipollini               | 207    |